# Sejmenski kamyk
Sejmenski kamyk (bułg. Сейменски камък) – szczyt pasma górskiego Riła, w Bułgarii, o wysokości 2666 m n.p.m. Północne stoki szczytu są trawiasto-skaliste i schodzą ku dolinie rzeki Otowicy. Południowe stoki są łagodne i sięgają ku dolinie rzeki Dupniszkiej Bistricy. Polska nazwa szczytu to Bliźniaczy kamień.